# Hetereleotris apora
Hetereleotris apora är en fiskart som först beskrevs av Douglass Fielding Hoese och Winterbottom, 1979.  Hetereleotris apora ingår i släktet Hetereleotris och familjen smörbultsfiskar. Inga underarter finns listade i Catalogue of Life.